# Olivier Lamm
Pour les articles homonymes, voir Lamm.
Olivier Lamm, né le 10 mai 1979 à Paris, est un musicien et journaliste français.

## Biographie
Olivier Lamm commence sa carrière de journaliste à la fin des années 1990, en parallèle d’une carrière musicale sous le pseudonyme d'O. Lamm (et plus rarement Odot Lamm, Odot et Olamm). Chef de rubrique musique pour le magazine Chronic'art de 2008 à 2011, il collabore depuis au magazine en ligne The Drone, au journal Libération, à l'émission La Dispute, sur France Culture ainsi qu'à la revue Audimat.
En tant que musicien et producteur, il a collaboré avec The Konki Duet, Wilfried*, My Jazzy Child, Kumisolo, Domotic (au sein d'Egyptology notamment), ou Hypo. Il a été décrit comme un « vétéran de l'électronica » par Les Inrockuptibles et comme un « expérimentateur glitch-pop » par Pitchfork.

## Discographie

### Albums et compilations
- Snow Party (2002, Active Suspension)
- O.Lamm chante Fugain (2002, Evenement)
- My Favorite Things Dereconstrucovered (2003, Active Suspension)
- Hello Spiral (2004, Active Suspension)
- Monolith (2006, Audio Dregs/Active Suspension)

### Avec Egyptology
- The Skies (2012, Clapping Music/Desire Records)
- The Skies EP (2014, Clapping Music/Desire Records)